# José Manuel Pinto
Pour les articles homonymes, voir José Pinto (homonymie) et Pinto.
José Manuel Pinto Colorado est un footballeur espagnol né le 8 novembre 1975 à El Puerto de Santa María (Andalousie, Espagne). Il a évolué au poste de gardien de but avec le FC Barcelone de janvier 2008 jusqu'en juin 2014.

## Biographie
Né près de Cadix, José Manuel Pinto se forme avec les espoirs du Real Betis à Séville. En 1998, il rejoint le Celta de Vigo. José Manuel Pinto remporte le Trophée Zamora de gardien ayant encaissé le moins de buts lors du championnat d'Espagne 2006 avec le Celta.
Après 10 saisons à Vigo, José Manuel Pinto arrive au FC Barcelone en janvier 2008 lors du mercato d'hiver. Pinto remporte en 2009 un sextuplé inédit dans l'histoire du football avec le FC Barcelone : Coupe du Roi, Coupe du monde des clubs, Ligue des champions, Supercoupe d'Espagne, Supercoupe d'Europe, et Championnat d'Espagne. Il joue surtout un grand rôle en Coupe du Roi où il est le titulaire habituel au détriment de Víctor Valdés.
Le 5 décembre 2012, Pinto est titularisé contre Benfica et devient ainsi le joueur le plus âgé de l'histoire du FC Barcelone à avoir disputé un match de Ligue des champions (37 ans et 27 jours de Pinto contre les 36 ans et 331 jours d'Antoni Ramallets en 1961).
Le 9 mars 2013, Pinto devient le joueur le plus âgé de l'histoire du FC Barcelone à avoir joué un match de championnat, à 37 ans et 121 jours, battant le registre de José Ramón Alexanko qui, lui, avait joué son dernier match à l'âge de 37 ans et 32 jours.
Après 6 années au club, 90 matchs disputés et 16 trophées remportés, il quitte Barcelone au terme de la saison 2013-2014.

### Divers
Parallèlement à sa carrière de footballeur, José Manuel Pinto compose et produit de la musique hip-hop sous le pseudonyme de Wahin. En 2006 il fonde son propre label discographique, Wahin Makinaciones.
En 2024 il participe à Bailando con las estrellas, la version espagnol de Dancing with the Stars. Il est en compétition de la 1re à la 5e semaine, et est repéché au 8e prime, avant d'être définitivement éliminer au 11e prime.

## Palmarès

### En club
Avec le Celta de Vigo :
- Coupe Intertoto (1) :
  - Vainqueur : 2000

Avec le FC Barcelone :
- Championnat d'Espagne (4) :
  - Champion : 2009, 2010, 2011 et 2013

- Copa del Rey (2) : 
  - Vainqueur : 2009 et 2012
  - Finaliste : 2011 et 2014

- Ligue des champions (2) :
  - Vainqueur : 2009 et 2011

### Distinction personnelle
- Vainqueur du Trophée Zamora en Championnat d'Espagne de football 2005-2006

## Statistiques
| Saison                | Club                  | Championnat           | Championnat | Championnat | Coupe(s) nationale(s) | Coupe(s) nationale(s) | Compétition(s) continentale(s) | Compétition(s) continentale(s) | Compétition(s) continentale(s) | Total | Total |
| Saison                | Club                  | Division              | M.          | B.          | M.                    | B.                    | Comp.                          | M.                             | B.                             | M.    | B.    |
| 1997 - 1998           | Real Betis            | Liga                  | 1           | 0           | -                     | -                     | -                              | -                              | -                              | 1     | 0     |
| 1998 - 1999           | Celta de Vigo         | Liga                  | 1           | 0           | 4                     | 0                     | -                              | -                              | -                              | 5     | 0     |
| 1999 - 2000           | Celta de Vigo         | Liga                  | 19          | 0           | 4                     | 0                     | C3                             | 5                              | 0                              | 28    | 0     |
| 2000 - 2001           | Celta de Vigo         | Liga                  | 18          | 0           | 4                     | 0                     | C3                             | 4                              | 0                              | 26    | 0     |
| 2001 - 2002           | Celta de Vigo         | Liga                  | 7           | 0           | 2                     | 0                     | C3                             | 3                              | 0                              | 12    | 0     |
| 2002 - 2003           | Celta de Vigo         | Liga                  | 3           | 0           | 2                     | 0                     | C3                             | 6                              | 0                              | 11    | 0     |
| 2003 - 2004           | Celta de Vigo         | Liga                  | 6           | 0           | 4                     | 0                     | C1                             | 5                              | 0                              | 15    | 0     |
| 2004 - 2005           | Celta de Vigo         | Segunda División      | 40          | 0           | -                     | -                     | -                              | -                              | -                              | 40    | 0     |
| 2005 - 2006           | Celta de Vigo         | Liga                  | 37          | 0           | -                     | -                     | -                              | -                              | -                              | 37    | 0     |
| 2006 - 2007           | Celta de Vigo         | Liga                  | 34          | 0           | -                     | -                     | -                              | -                              | -                              | 34    | 0     |
| 2007 - 2008           | Celta de Vigo         | Segunda División      | 16          | 0           | -                     | -                     | -                              | -                              | -                              | 16    | 0     |
| 2007 - 2008           | FC Barcelone          | Liga                  | 3           | 0           | -                     | -                     | -                              | -                              | -                              | 3     | 0     |
| 2008 - 2009           | FC Barcelone          | Liga                  | 2           | 0           | 9                     | 0                     | -                              | -                              | -                              | 11    | 0     |
| 2009 - 2010           | FC Barcelone          | Liga                  | -           | -           | 4                     | 0                     | -                              | -                              | -                              | 4     | 0     |
| 2010 - 2011           | FC Barcelone          | Liga                  | 6           | 0           | 9                     | 0                     | C1                             | 2                              | 0                              | 17    | 0     |
| 2011 - 2012           | FC Barcelone          | Liga                  | 3           | 0           | 9                     | 0                     | C1                             | 1                              | 0                              | 13    | 0     |
| 2012 - 2013           | FC Barcelone          | Liga                  | 7           | 0           | 8                     | 0                     | C1                             | 1                              | 0                              | 16    | 0     |
| 2013 - 2014           | FC Barcelone          | Liga                  | 13          | 0           | 9                     | 0                     | C1                             | 4                              | 0                              | 26    | 0     |
| Total sur la carrière | Total sur la carrière | Total sur la carrière | 216         | 0           | 68                    | 0                     | -                              | 31                             | 0                              | 315   | 0     |

1. ↑  Jusqu'en janvier 2008.